# October (àlbum)
October és el segon àlbum de la banda irlandesa de rock U2, llançat al mercat el 16 d'octubre de 1981. October és considerat per molts com el disc més fluix d'U2, ja que alguns crítics troben les lletres excessivament dures i les interpretacions una mica fluixes. Tot i això, es calcula que se'n van vendre entre 900.000 i 1.200.000 exemplars.